# Stanley Knowles
Stanley Howard Knowles (né le 18 juin 1908 à Los Angeles - mort le 9 juin 1997) est un homme politique canadien.

## Biographie
Originaire de Californie, il immigra au Canada. Élevé dans le mouvement de l'évangile social, il devint un ministre de l'Église unie du Canada.
Il adhéra au parti Parti social-démocratique (PSD) du Canada en 1935. Il fut, sans succès, candidat du PSD lors de l'élection fédérale canadienne de 1935 et de celle de 1940, ainsi que lors de l'élection provinciale manitobaine de 1941. Il fut échevin de la ville de Winnipeg en 1941 et 1942.
Il fut élu pour la première fois député à la Chambre des communes du Canada dans la circonscription de Winnipeg North Centre à l'occasion d'une élection partielle tenue en 1942 pour combler le siège devenu vacant à la suite du décès du chef du PSD, J. S. Woodsworth. Il devint un spécialiste de la procédure parlementaire.  Il fut réélu lors des quatre élections générales suivantes, en 1945, 1949, 1953 et 1957, mais fut défait lors de l'élection de 1958, qui fut désastreuse pour le PSD.  Il travailla ensuite pour le Congrès du travail du Canada (CTC).
Il joua un rôle de premier plan dans les efforts de concertation entre le PSD et le CTC pour la création d'un nouveau parti politique, qui aboutirent à la création du Nouveau Parti démocratique (NPD) en 1961. Knowles fut élu comme député du NPD lors de l'élection fédérale de 1962.  Il fut réélu sans interruption lors des sept élections générales suivantes, en 1963, 1965, 1968, 1972, 1974, 1979 et 1980.  Il occupa la fonction de leader parlementaire du NPD de 1962 à 1981.  
Il s’est battu contre la sclérose en plaques dès l’année 1946, mais en 1981 il est victime d’un accident vasculaire cérébral qui le force à se retirer de la vie politique en 1984.
Il a été fait officier de l'Ordre du Canada en 1984. De 1970 à 1990 il fut chancelier de l'université de Brandon, au Manitoba, où un édifice est nommé en son honneur.

## Archives
Il y a un fonds Stanley Knowles à Bibliothèque et Archives Canada. Le numéro de référence archivistique est R6931. 